# Egoiści (album)
Egoiści – album zawierający ścieżkę dźwiękową do filmu o tym samym tytule.

## Lista utworów
1. „Intro” - Paweł Mykietyn - 1:16
2. „Melancholy & Wax” - Envee - 4:29
3. „Transowy” - Ahead - 3:33 -
4. „Polowanie” - Bass Groll - 3:51
5. „Inch Close” - Pati Yang - 6:18
6. „Time To Let Go” - Futro - 4:30
7. „Francusky” - 2Cresky - 5:39
8. „Blank Point” - Pati Yang - 3:34
9. „In Blue” - Agressiva 69 - 4:49
10. „Bad Skat” - 2Cresky - 6:47
11. „Egoiści” - Agressiva 69, Edyta Bartosiewicz - 5:43
12. „Around The A-dam” - CJ Rafa - 7:43
13. „Downlifting” - Electric DJs - 6:18
14. „Where Is The Love...Mechanix remix” - Futro - 6:40